# La Tentation de saint Antoine (Véronèse)
Pour les articles homonymes, voir La Tentation de saint Antoine.
La Tentation de saint Antoine est un tableau réalisé par le peintre italien Paul Véronèse en 1552. Cette huile sur bois transposée sur toile est une peinture chrétienne illustrant un épisode de la vie d'Antoine le Grand relaté dans La Légende dorée de Jacques de Voragine, sa tentation par le démon. Elle représente l'anachorète renversé sur le dos par les efforts combinés d'un homme musculeux s'apprêtant à le frapper avec un pied de cheval et d'une femme au décolleté généreux qui lui agrippe la main. L'un des retables commandés par Hercule Gonzague pour la cathédrale de Mantoue, l'œuvre fait partie des spoliations napoléoniennes. Aussi est-elle aujourd'hui conservée au musée des Beaux-Arts de Caen, en France.

## Postérité
Barbey d'Aurevilly en fait mention dans Les Diaboliques, La vengeance d'une femme. Il illustre l’attitude aguichante de la duchesse de Sierra-Leone. 